# 譚子英
譚子英，湖廣攸縣人，明朝政治人物、進士出身。

## 生平
洪武十八年（1385年）乙丑科進士，授建寧府知府。